# Germaines
Pour les articles homonymes, voir Germaine.
Germaines est une commune française située dans le département de la Haute-Marne, en région Grand Est.

## Géographie

### Localisation
Germaines se situe à 31 km au sud-ouest de Langres et à 43 km à l'est de Châtillon-sur-Seine.
| Arbot           | Aulnoy-sur-Aube | Bay-sur-Aube |
|                 | Germaines       |              |
| Colmier-le-Haut |                 | Auberive     |

### Hydrographie
La commune est dans la région hydrographique « la Seine de sa source au confluent de l'Oise (exclu) » au sein du bassin Seine-Normandie. Elle est drainée par la Germainelle, le ruisseau de Val Verse et divers autres petits cours d'eau,.
La Germainelle, d'une longueur de 11 km, prend sa source dans la commune de Vivey et se jette  dans l'Aube à Aulnoy-sur-Aube, après avoir traversé cinq communes. 

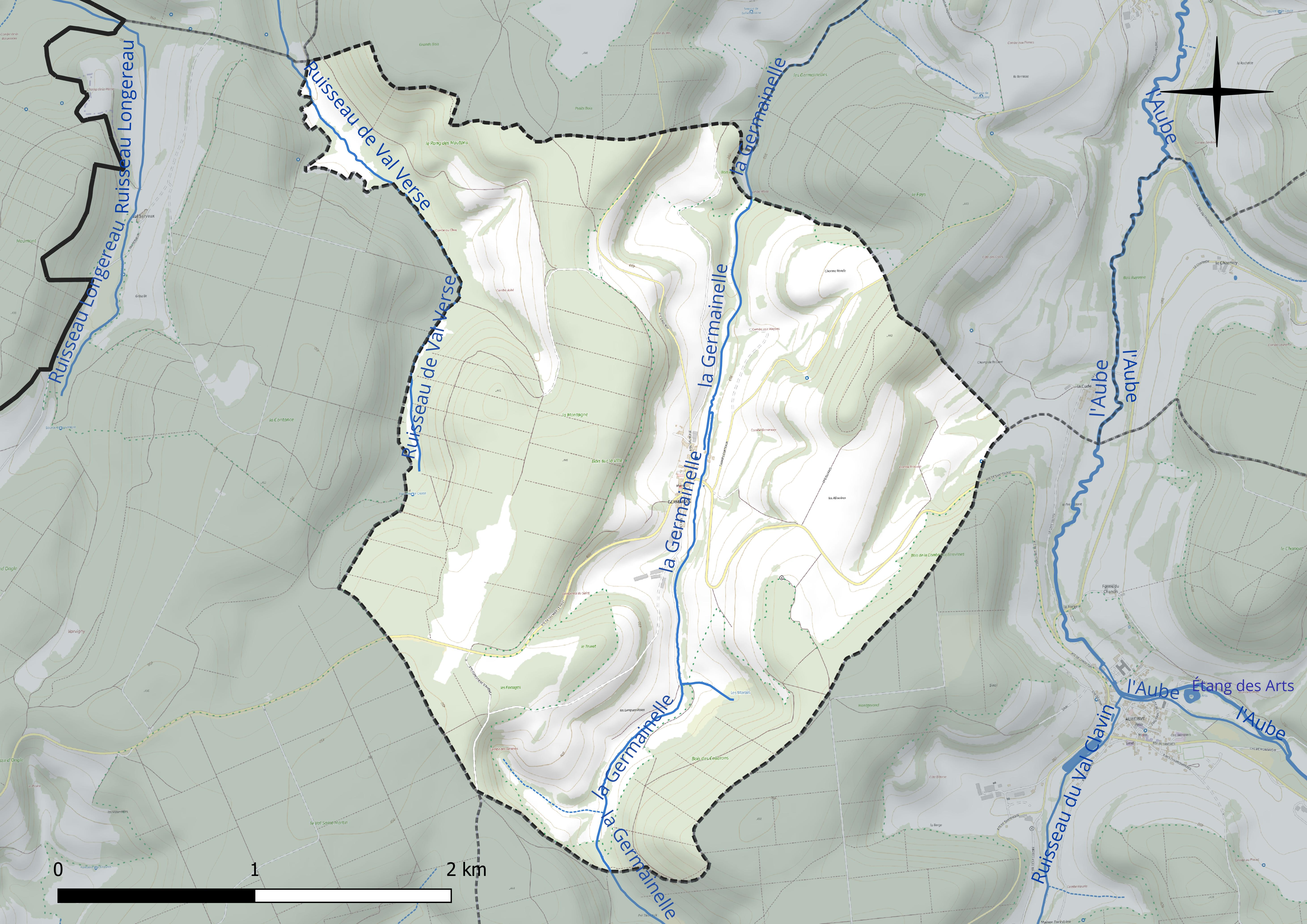
Réseau hydrographique de Germaines.

### Climat
Pour des articles plus généraux, voir Climat du Grand Est et Climat de la Haute-Marne.
En 2010, le climat de la commune est de type climat des marges montargnardes, selon une étude du Centre national de la recherche scientifique s'appuyant sur une série de données couvrant la période 1971-2000. En 2020, Météo-France publie une typologie des climats de la France métropolitaine dans laquelle la commune est exposée à un climat océanique altéré et est dans la région climatique  Lorraine, plateau de Langres, Morvan, caractérisée par un hiver rude (1,5 °C), des vents modérés et des brouillards fréquents en automne et hiver. 
Pour la période 1971-2000, la température annuelle moyenne est de 9,8 °C, avec une amplitude thermique annuelle de 16,6 °C. Le cumul annuel moyen de précipitations est de 956 mm, avec 13,7 jours de précipitations en janvier et 9 jours en juillet. Pour la période 1991-2020, la température moyenne annuelle observée sur la station météorologique de Météo-France la plus proche, « Auberive_sapc », sur la commune d'Auberive à 3 km à vol d'oiseau, est de 9,7 °C et le cumul annuel moyen de précipitations est de 943,1 mm. 
La température maximale relevée sur cette station est de 39,3 °C, atteinte le 25 juillet 2019 ; la température minimale est de −22,6 °C, atteinte le 20 décembre 2009,,. 
Les paramètres climatiques de la commune ont été estimés pour le milieu du siècle (2041-2070) selon différents scénarios d'émission de gaz à effet de serre à partir des nouvelles projections climatiques de référence DRIAS-2020. Ils sont consultables sur un site dédié publié par Météo-France en novembre 2022.

## Urbanisme

### Typologie
Au 1er janvier 2024, Germaines est catégorisée commune rurale à habitat très dispersé, selon la nouvelle grille communale de densité à sept niveaux définie par l'Insee en 2022.
Elle est située hors unité urbaine et hors attraction des villes,.

### Occupation des sols
L'occupation des sols de la commune, telle qu'elle ressort de la base de données européenne d’occupation biophysique des sols Corine Land Cover (CLC), est marquée par l'importance des forêts et milieux semi-naturels (53 % en 2018), une proportion sensiblement équivalente à celle de 1990 (52,6 %). La répartition détaillée en 2018 est la suivante : 
forêts (53 %), zones agricoles hétérogènes (21,3 %), terres arables (15,4 %), prairies (10,3 %). L'évolution de l’occupation des sols de la commune et de ses infrastructures peut être observée sur les différentes représentations cartographiques du territoire : la carte de Cassini (XVIIIe siècle), la carte d'état-major (1820-1866) et les cartes ou photos aériennes de l'IGN pour la période actuelle (1950 à aujourd'hui).

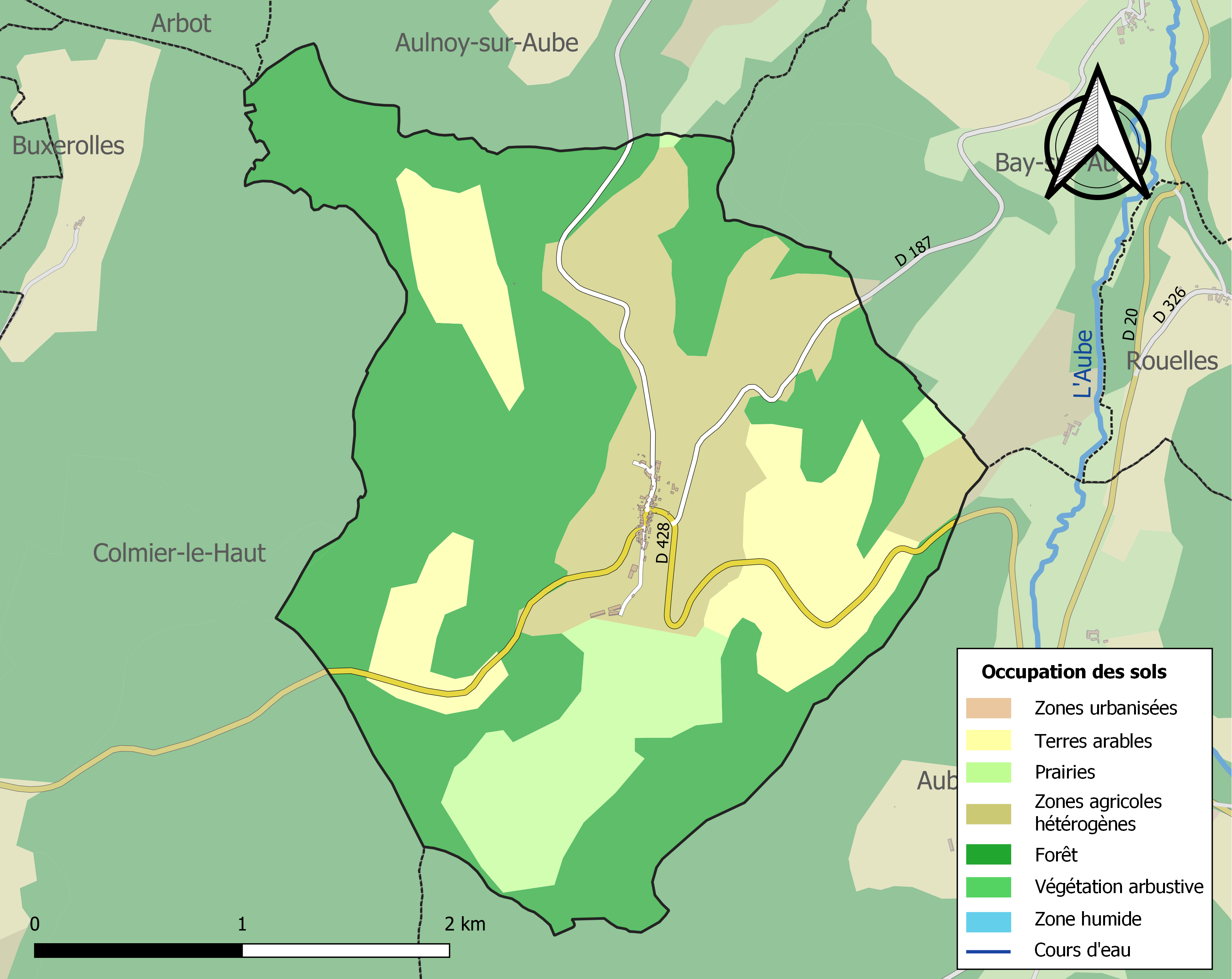
Carte des infrastructures et de l'occupation des sols de la commune en 2018 (CLC).

## Toponymie
Le nom de la localité est attesté sous les formes Germana (1230) ; Germanae (1255) ; Germenes (1258) ; Germaniae (1334) ; Germainne (1524) ; Germaines (1640) ; Germaine (1675).

Trace toponymique d'immigration : les Germains sont représentés par cet ancien lieu, de Germani et -a (villa), « ( ferme ) des Germains ».

À la fin du IVe siècle et au début du Ve siècle, l’Empire romain a été confronté à un vaste mouvement migratoire venu de l’Est : ce furent ce qu’on appelle les invasions barbares. L’Empire, sans doute trop vaste et déjà sur le déclin, n’a pu ni protéger ses frontières ni intégrer ces nouveaux peuples.

## Histoire

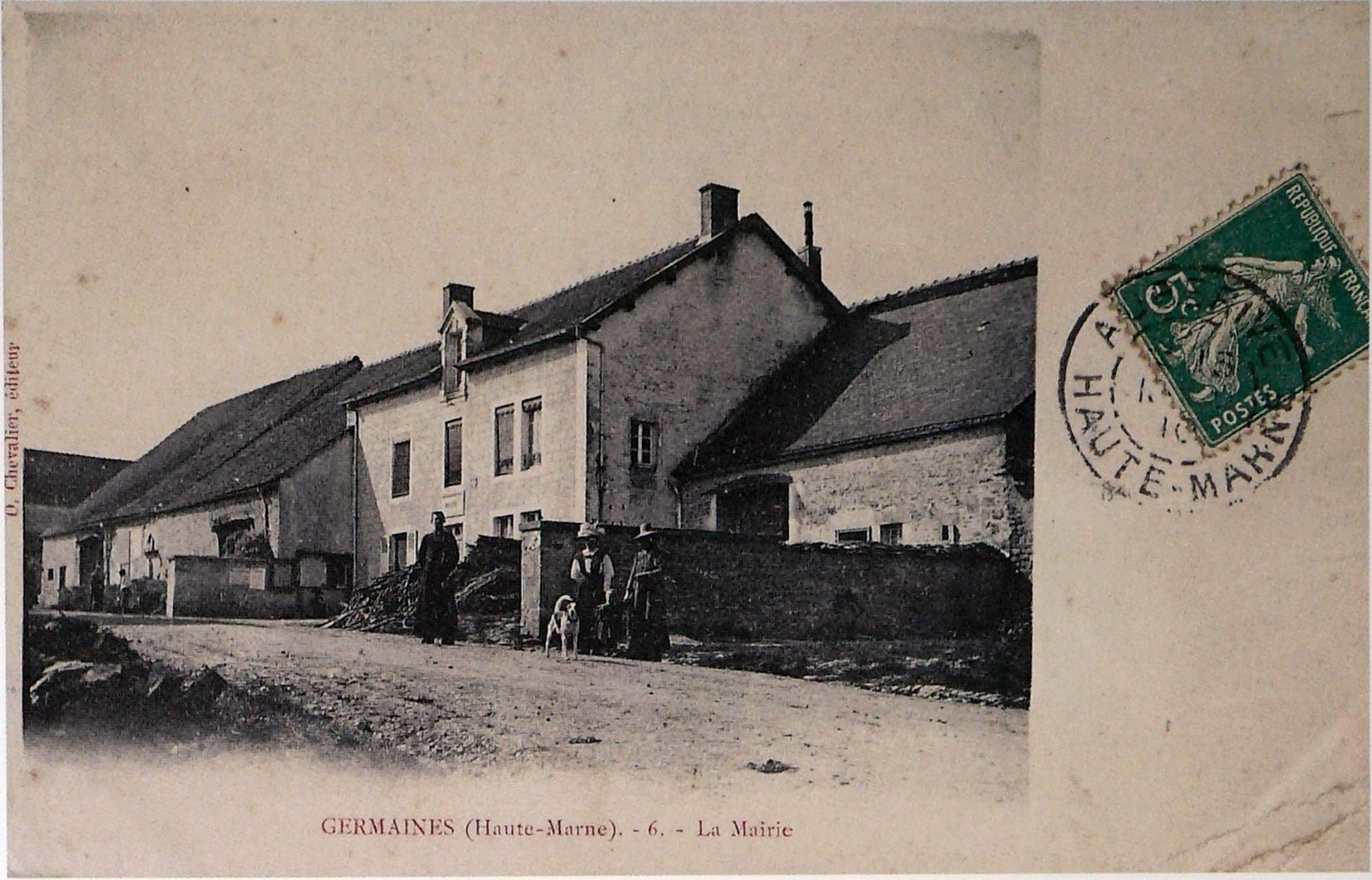
La maire de Germaines vers 1910

Le camp d'internement de Germaines accueillit des familles de nomades durant la Seconde Guerre Mondiale. 

## Politique et administration

### Liste des maires
| Période                                  | Période  | Identité          | Étiquette | Qualité |
| ---------------------------------------- | -------- | ----------------- | --------- | ------- |
| Les données manquantes sont à compléter. |          |                   |           |         |
| 1981                                     | 2008     | Claude Lambert    |           |         |
| mars 2008                                | En cours | Jean-Paul Andriot |           |         |

## Population et société

### Démographie
L'évolution du nombre d'habitants est connue à travers les recensements de la population effectués dans la commune depuis 1793. Pour les communes de moins de 10 000 habitants, une enquête de recensement portant sur toute la population est réalisée tous les cinq ans, les populations de référence des années intermédiaires étant quant à elles estimées par interpolation ou extrapolation. Pour la commune, le premier recensement exhaustif entrant dans le cadre du nouveau dispositif a été réalisé en 2008.

En 2022, la commune comptait 50 habitants, en évolution de +38,89 % par rapport à 2016 (Haute-Marne : −4,62 %, France hors Mayotte : +2,11 %).
| 1793 | 1800 | 1806 | 1821 | 1831 | 1836 | 1841 | 1846 | 1851 |
| ---- | ---- | ---- | ---- | ---- | ---- | ---- | ---- | ---- |
| 197  | 170  | 163  | 186  | 195  | 189  | 176  | 158  | 155  |

| 1856 | 1861 | 1866 | 1872 | 1876 | 1881 | 1886 | 1891 | 1896 |
| ---- | ---- | ---- | ---- | ---- | ---- | ---- | ---- | ---- |
| 154  | 152  | 157  | 135  | 123  | 123  | 133  | 101  | 101  |

| 1901 | 1906 | 1911 | 1921 | 1926 | 1931 | 1936 | 1946 | 1954 |
| ---- | ---- | ---- | ---- | ---- | ---- | ---- | ---- | ---- |
| 102  | 81   | 79   | 84   | 69   | 87   | 69   | 85   | 99   |

| 1962 | 1968 | 1975 | 1982 | 1990 | 1999 | 2006 | 2008 | 2013 |
| ---- | ---- | ---- | ---- | ---- | ---- | ---- | ---- | ---- |
| 68   | 84   | 75   | 57   | 45   | 34   | 30   | 29   | 31   |

| 2018 | 2022 | - | - | - | - | - | - | - |
| ---- | ---- | - | - | - | - | - | - | - |
| 45   | 50   | - | - | - | - | - | - | - |

## Économie
- Exploitations agricoles.

## Culture locale et patrimoine

### Lieux et monuments
- L'église paroissiale Saint-Maurice[21].